# Alberto Olympio
Pour les articles homonymes, voir Olympio.
Alberto Olympio est le fondateur et président directeur général du groupe Axxend. Il est vice-président et cofondateur de l'African Technology Forum,.

## Parcours
Après des études d'ingénieur des systèmes d'information en France, Alberto Olympio s'engage dans l'industrie des technologies des systèmes d’information. Il travaille pour plusieurs groupes dans le monde comme consultant et architecte des systèmes d’information, et comme ingénieur concepteur de logiciels avec les éditeurs de logiciels Hatier et Borland France, puis avec Aérospatiale et le CNES sur la qualité des applications embarquées dans le cadre du programme Ariane 5. 
Il met en place des solutions de sécurité, de collaboration, de messagerie d’entreprise, de cryptage de données, d’e-gouv, des applications métiers (ERP) notamment pour British Petroleum et Abbey National Bank en Angleterre, France Telecom et ses filiales Orange en Afrique, plusieurs sociétés et gouvernement d'États aux États-Unis. Il a travaillé pour Microsoft Afrique centrale et Afrique de l'Ouest.
En 2014, il fait la couverture du magazine africain A+ mag, interviewé sur l'avenir high-tech en Afrique et sur le rôle à jouer en faveur du développement de son pays.

## Activités

### Groupe Axxend
Il crée le groupe Axxend en novembre 2009, société spécialisée dans l’ingénierie informatique et les télécommunications. Le groupe est actuellement présent dans huit pays et emploie plus de cent cinquante personnes.
Depuis sa création, Axxend reçoit chaque année des distinctions décernées par Microsoft.

### La Fondation Axxend
Olympio crée en juin 2013 la fondation Axxend qui ambitionne de venir en aide aux plus démunis en apportant un soutien dans les domaines de la santé et de l'éducation essentiellement,
La Fondation Axxend est présente dans neuf pays : le Ghana, la Côte d'Ivoire, le Mali, le Bénin, le Togo, le Tchad, le Congo-Brazzaville et le Niger. La Fondation construit des forages au Togo.